# Stazione di Takahama (Ibaraki)
La stazione di Takahama (高浜駅?, Takahama-eki) è una stazione ferroviaria di Ishioka, città della prefettura di Ibaraki e servita dalla linea Jōban della JR East.

## Linee
JR East
■ Linea Jōban

## Struttura
La stazione è dotata di un marciapiede laterale e uno a isola con un totale di tre binari passanti.
| 1   | ■ Linea Jōban | per Tsuchiura, Toride, Kashiwa e Ueno |
| 2-3 | ■ Linea Jōban | per Ishioka, Tomobe, Mito e Iwaki     |

## Stazioni adiacenti
| «                    | Servizio             | »                    |
| Linea Jōban - Rapida | Linea Jōban - Rapida | Linea Jōban - Rapida |
| -------------------- | -------------------- | -------------------- |
| Kandatsu             | Locale               | Ishioka              |